# برايان جورمان
برايان جورمان (بالإنجليزية: Brian Gorman)‏ هو لاعب كرة قاعدة أمريكي، ولد في 11 يونيو 1959 في Whitestone, Queens ‏ في الولايات المتحدة.